# Кюри
Вижте пояснителната страница за други значения на Кюри.
Кюри (означение Ci) е извънсистемна единица за радиоактивност. Дефинира се като
1 Ci = 3,7×1010 разпада за секунда.
Това е приблизително активността на 1 грам от радиевия изотоп 226Ra, изследван от пионерите на радиологията Мария и Пиер Кюри, на които е наречена. Единицата е заменена от системната единица бекерел (Bq), която съответства на един разпад за секунда.
1 Ci = 3,7×1010 Bq
и
1 Bq = 2,7027×10−11 Ci